# Rallye Velké Británie 2000
Rallye Velké Británie 2000 byla čtrnáctou a poslední soutěží mistrovství světa v rallye 2000. Soutěž byla pořádána ve dnech 23. až 26. listopadu a trať měřila 380,8 km. Zvítězil zde Richard Burns s vozem Subaru Impreza WRC. V soutěži se mezi Bzurnsem a Grönholmem rozhodovalo o titulu a ten nakonec získal Grönholm.

## Průběh soutěže
Jako první startoval Grönholm, ale jeho Peugeot 206 WRC měl technické potíže a tak byl až jedenáctý. Burns havaroval a ulomil pravé zadní kolo. Ve vedení byl Petter Solberg, druhý byl Carlos Sainz, třetí Tommi Mäkinen. Jako první odstoupil Freddy Loix, který se svým vozem Mitsubishi Carisma GT EVO V havaroval. Solberg udělal jezdeckou chybu na třetím testu a propadl se na 78. pozici. Další test vyhrál Grönholm, který se posunul na třetí místo. Vedl McRae před Sainzem. Čtvrtou pozici držel Gilles Panizzi s dalším Peugeotem. Poslední test sekce vyhrál Grönholm před McRaem. McRae udržel vedení soutěži a Grönholm se posunul na druhé místo. Třetí byl Sainz, který vyjel z trati. Za nimi byl Mäkinen, který také udělal jezdeckou chybu. Za ním byl Burns stále jedoucí s poškozeným kolem a Didier Auriol. Po servisu vyjel z trati McRae a ve stejném místě později i Sainz. Sainz navíc vyjel z trati ještě jednou a propadl se na sedmé místo. Mäkinen trefil kámen a poškodil řízení. Na třetí pozici se tak posunul Auriol. Střet s ovcí měl Grönholm a McRae dostal smyk. Poslední úsek tak vyhrál Burns před Sainzem.
V druhé etapě vyhrával opět Burns a posunul se na třetí místo. Burns začal s McRaem bojovat o vítězství v jednotlivých zkouškách. McRae ale vyhrál několik dalších testů a na třetího Burnse měl dostatečný náskok. Ztrácel Grönholm, ale zatím držel druhé místo. O čtvrtou pozici bojovali Sainz a Mäkinen. Oba měli několik výletů mimo trať. Na nejdelším testu opět vyhrál McRae. Na Sainze a Mäkinena se začal dotahovat Francois Delecour. Předposlední test vyhrál Burns, za ním byl Solberg a Juha Kankkunen. McRae havaroval a ze soutěže odstoupil. Burns vyhrál i poslední test a dostal se do vedení soutěže před Grönholma. Za nimi byli Sainz, Mäkinen a Kankkunen.
Ve třetí etapě se jely jen tři testy. První vyhrál Burns před Delecourem, Mäkinenem, Grönholmem a Sainzem. Sainz ale Mäkinena v dalším testu výrazně porazil. V posledním testu vyhrál opět Burns. Celkově vyhrál před Grönholmem a Mäkinenem.

## Výsledky
1. Richard Burns, Robert Reid - Subaru Impreza WRC
2. Marcus Grönholm, Timo Rautiainen - Peugeot 206 WRC
3. Tommi Mäkinen, Risto Mannisenmäki - Mitsubishi Lancer EVO VI
4. Carlos Sainz, Luis Moya - Ford Focus RS WRC
5. Juha Kankkunen, Juha Repo - Subaru Impreza WRC
6. Francois Delecour, Daniel Grataloup - Peugeot 206 WRC
7. Markko Märtin, Michael Park - Toyota Corolla WRC
8. Gilles Panizzi, Hervé Panizzi - Peugeot 206 WRC
9. Didier Auriol, Denis Giraudet - Seat Cordoba WRC
10. Harri Rovanperä, Risto Pietiläinen - Seat Cordoba WRC